# Couepia williamsii
Couepia williamsii är en tvåhjärtbladig växtart som beskrevs av James Francis Macbride. Couepia williamsii ingår i släktet Couepia och familjen Chrysobalanaceae. Inga underarter finns listade i Catalogue of Life.